# تيسا ألين
تيسا ألين (بالإنجليزية: Tessa Allen)‏ هي ممثلة أمريكية، ولدت في 7 أغسطس 1996 في الولايات المتحدة.

## أعمال

### أفلام
- (2002) يكفي

## وصلات خارجية
- تيسا ألين على موقع IMDb (الإنجليزية)
- تيسا ألين على موقع ألو سيني (الفرنسية)
- تيسا ألين على موقع أول موفي (الإنجليزية)
- تيسا ألين على موقع قاعدة بيانات الأفلام السويدية (السويدية)
- تيسا ألين على موقع قاعدة بيانات الفيلم (الإنجليزية)
- تيسا ألين على موقع كينوبويسك (الروسية)